# Селевк V
Селевк V (др.-греч. Σέλευκος Ε'; 142 г. до н. э. или 129 г. до н. э. — 125 г. до н. э.) — царь государства Селевкидов в 126—125 годах до н. э. Сын Деметрия II и Клеопатры Теи, полнородный брат Антиоха VIII. После смерти отца провозгласил себя царём, но вскоре был убит матерью.
Селевк — один из персонажей трагедии Пьера Корнеля «Родогуна» (1644).

## Биография

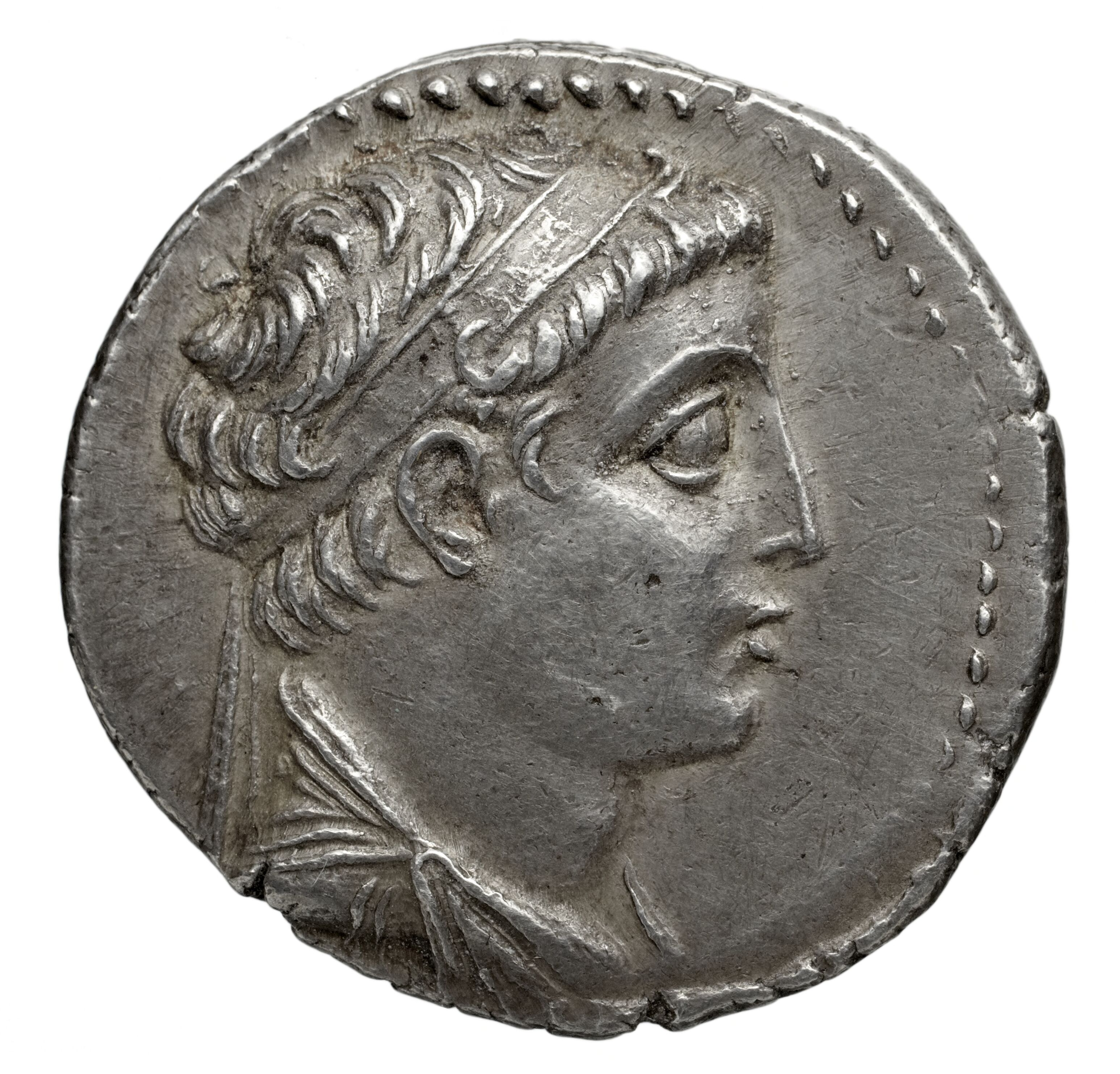
Деметрий II, отец Селевка V. Портрет на тетрадрахме

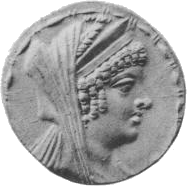
Клеопатра Тея, мать Селевка V. Портрет на тетрадрахме

Селевк был старшим сыном царя государства Селевкидов Деметрия II и египетской принцессы Клеопатры Теи. В этом же браке родились мальчик Антиох и девочка, которую, вероятно, звали Лаодикой; от других браков матери у Селевка были единоутробные братья и сестры. Историк Феликс Штелин датировал рождение Селевка примерно 129 годом до н. э., а исследователь Джон Гренджер — 142 годом до н. э. После того, как Деметрий II попал в парфянский плен, Клеопатра Тея вышла замуж за его младшего брата Антиоха VII. Французский историк Огюст Буше-Леклерк отмечал, что у супругов родилось довольно много детей за недолгое правление и предполагал, что античный историк Евсевий Кесарийский мог смешать детей Антиоха VII с детьми Деметрия II от предыдущего брака. В частности, исследователь предположил тождество Селевка, сына Деметрия II, с Селевком, сыном Антиоха VII. Крис Беннетт заметил, что, хотя эта версия принята большинством исследователей, она является самой простой из возможных.
По этой версии, Селевк вместе с сестрой во время восточного похода Антиоха VII находился при его дворе. Историк Даниэль Огден считал, что присутствие в войске детей Деметрия II должно было показывать согласие внутри династии. Селевк с сестрой после поражения Антиоха VII был схвачен парфянами и некоторое время провёл в плену. Данная реконструкция событий основана на сведениях Посидония (в передаче Афинея Навкратийского) о неком царе Селевке, который воевал с парфянами и попал в плен, где с ним обращались по-царски, а также на сведениях Евсевия Кесарийского о пребывании в плену Селевка, сына Антиоха VII. Такие интерпретации, однако, не являются общепризнанными. Джон Гренджер отрицал отождествление двух царевичей и считал, что в парфянском плену находился именно сын Антиоха VII. Кроме того, в конце XIX столетия историки Перси Гарднер и Александр Каннингем выдвинули версию, что Посидоний рассказывал о Селевке II Каллинике.
После смерти Деметрия II, в 𐤆ΠΡ (187) году эры Селевкидов (126/125 годы до н. э.), Селевк V провозгласил себя царём. Феликс Штелин датировал воцарение 125 годом до н. э., а Джон Гренджер — 126 годом до н. э., отмечая, что на момент смерти отца Селевку было примерно 16 лет. По словам Даниэля Огдена, шахиншах Фраат II отпустил парфянизированного Селевка V из плена, чтобы он стал марионеточным правителем. Правление молодого царя длилось недолго, он был убит по приказу матери. Марк Юниан Юстин называл причиной убийства непослушание сына, провозгласившего себя царём без разрешения матери, Аппиан Александрийский, наоборот, утверждал, что мать боялась мести сына за смерть отца и собственноручно застрелила его из лука. Историк Джон Уайтхорн предположил, что рассказ Аппиана об обстоятельствах убийства был ложным. Исследователь Уолтер Пенроуз отметил, что если Клеопатра Тея и не застрелила сына, она стояла за его казнью. Джон Гренджер называл обе версии правдоподобными и вероятными — и считал, что Клеопатра Тея оказалась в ситуации, когда должна была либо убить сына, либо быть убитой.
Исследователь Алекс МакАллей отождествлял Селевка V с упомянутым средневековым хронистом Иоанном Антиохийским сыном Деметрия II и Апамы, по имени Селевк, которого мать убила в Дамаске.
Не известно ни одной монеты, отчеканенной во времена правления Селевка V.

### Комментарии
1. ↑  Современные историки применительно к Селевку V иногда используют эпиклесы Филометор[1] и Никатор[2].
2. ↑  По одной из версий, он был убит по приказу Клеопатры Теи[12].